# Ээрме, Мярт
Мярт Ээрме (эст. Märt Eerme; 27 февраля 1987 года, Таллин, Эстонская ССР, СССР) — эстонский хоккеист с шайбой и мячом, тренер.

## Карьера
В качестве хоккеиста выступал на позиции защитника за ряд эстонских клубов. Входил в состав юношеской и молодёжной сборной страны. Куда больших успехов Ээрме добился в бенди. Долгие годы он входил в сборную Эстонии и являлся её главным бомбардиром. Игрок выступал на нескольких Чемпионатах мира по хоккею с мячом в группах «B» и «С». Помимо местных команд, Ээрме играл в Белоруссии за минский «Шторм».

## Тренерская деятельность
После завершения карьеры Мярт Ээрме несколько лет проработал в тренерских штабах в юношеских и молодёжной сборной Эстонии. С 2016 года он является ассистентом наставника в главной национальной команде. Параллельно специалист трудился в Финляндии и Венгрии. В ноябре 2019 года Ээрме самостоятельно возглавил эстонцев на домашнем Кубке Балтики.

## Достижения
- Чемпион Эстонии по хоккею с шайбой (3): 2003/2004, 2006/2007, 2008/2009.